# BMW학술상
BMW학술상은  BMW코리아와 한독경상학회가 국내 산업의 국제화를 위한 이론 발전과 한독 양국간 교류 증진을 위해 경제.경영학 분야 이론 정립에 크게 기여한 논문을 선정하여 시상하는 학술상이다.

## 역대 수상자
- 2001년 3회 최우수상 박광작 성균관대 교수 논문 <막스베버의 자본주의 체제에 대한일 평가>
- 2001년 3회 우수상 강수돌 고려대 교수 <기업의 고용 조정과 노동조합> 김영운 통일연구원 선임연구위원 <사회적 시장경제와 독일통일>[2]
- 2002년 4회 최우수상 숭실대 황준성 교수(독일형 질서자유주의와 영미형 신 자유주의의 비교)
- 2002년 4회 우수상 대외경제정책연구원 박순찬 연구 위원(한일자유무역지대의 자본축적효과), 전주대학교 남기창 교수( 국내 보험회사의 위험관리 실태 분석과 시사점)
- 2003년 5회 최우수상 박성훈  "동아시아 경제통합과 유럽연합의 전략"
- 2003년 5회 우수상 박경규  "세계화와 인적자원관리 전략" 배진영 "경제질서의이론과 정책:경제질서의 형태와 변천에 관한 이론적 기초와 실천적 과제"
- 2004년 6회 최우수상 `한국의 금융위기와 구조조정정책` 논문을 게재한 단국대학교 심지홍
- 2004년 6회 우수상 서울시립대학교 안두순 교수  `핀란드와 아일랜드의 산업구조정책과 시사점`  LG CNS 책임연구원 이연희 박사 `직업교육상품 구매시 소비자 구매태도에 관한 연구`[3]
- 2006년 8회 우수상 연세대 백평선 교수  '한국의 램시(Ramsey) 전력요금에 대한 경험적 분석'  영산대 한성안 교수  '진화경제학적 기술확산모형 연구' , 단국대 손승희 교수 '컴포넌트 선별매트릭스(CS Matrix)를 이용한 업무처리재설계 방법론에 관한 연구'[4]
- 2007년 9회 최우수상 김강식 교수는 '감성 지능과 효과적인 리더십의 관계'
- 2007년 9회 우수상 부경대 고종환 경제학과 교수  '유럽 경제효과 동양으로의 확대' 울산대 이승훈 경제학과 박사  '통화정책과 대출금리의 비대칭적 조정'
- 2008년 10회 최우수상 최종태 서울대 명예교수(경영학) '한국 노사관계의 변천과 전략적 선택'
- 2008년 10회 우수상  정승일 과학기술정책연구원 부연구위원
- 2009년 11회 최우수상  한희영 교수의 ´경영학총론-현대경영학의 학적 체계와 범주’
- 2010년 12회 우수상  장민수 선문대 교수 ‘한국과 독일의 자동차산업 경쟁력 분석 : TSI와 RCA 지수를 중심으로’ 정명기 한남대 교수 ‘독일의 근로시간계좌와 노동유연성에 관한 연구’
- 3011년 13회 대상 김성국 이화여대 교수  ‘독일군 리더십의 요체 ‘임무형 지휘’의 특성과 기업경영에 주는 시사점’
- 2012년 14회 배진영 인제대 교수  '오스트리아학파의 시각에서 본 2011년 글로벌 재정위기의 원인과 과제'
- 2013년 15회 최우수상 이정우 인제대 교수 '독일의 통일과정에서 복지국가의 역할', 고명덕 국가안보전략연구소 박사 '통일 독일의 노동시장정책과 정책적 시사점'[5]
- 2014년 16회 대상 송태복 한남대 경제학과 교수  '노동가치론의 관점에서 본 기술 혁신 (경상논총 32권 1호, 2014년 3월)'[6]
- 2015년 17회 대상 황신준 상지대 교수  ‘글로벌 경제위기 이후 한국의 새로운 경제 질서와 성장전망’[7]
- 2017년 18회 최우수상 원광대 경제학부 고민창 교수 '정부부채동학과 분배 대립: 포스트 케인지언 분석'  충남대 자유전공학부 임일섭 강사  '애덤 스미스 구하기: 좋은 목적, 나쁜 방법'